# Ludovico Nitoglia
Ludovico Maria Nitoglia (Roma, 27 ottobre 1983) è un ex rugbista a 15 italiano, in carriera tre quarti ala professionista con Calvisano, L’Aquila e Benetton ed internazionale per l'Italia.

## Biografia
Nativo del quartiere romano dei Parioli e cresciuto in una famiglia di rugbisti (anche suo fratello Michele è professionista), Nitoglia si formò nella Lazio&Primavera, guadagnandosi per la sua velocità in campo il soprannome di «Freccia».
Con la società romana esordì in campionato e si mise in evidenza nelle varie selezioni giovanili italiane; passato al Calvisano nel 2004, esordì poco dopo in Nazionale, in un test match contro il Canada.
In azzurro vanta la partecipazione da titolare nei Sei Nazioni 2005 e 2006; preselezionato per la Coppa del Mondo di rugby 2007, a causa dei postumi di un infortunio l'allora C.T. Pierre Berbizier non lo incluse nella rosa dei convocati alla manifestazione.
Con il Calvisano vinse due titoli di Campione d'Italia, nel 2005 e nel 2008.
Nel 2009, dopo la richiesta di declassamento del club lombardo, rimase nel Super 10, ingaggiato a L’Aquila, in cui rimase una stagione sola prima di firmare un contratto per il Benetton e giocare nel campionato internazionale di Celtic League, poi Pro12.
Dall'epoca della sua mancata selezione nel 2007, Nitoglia non rispose più a successive chiamate della Nazionale, sia sotto la gestione Mallett, che con la nuova conduzione Brunel.
Alla fine della stagione 2015-16 decise il ritiro dall'attività a 32 anni per trasferirsi insieme alla sua fidanzata in Brasile per svolgere attività di volontariato sociale a Paraisópolis, città nei dintorni di San Paolo in cui allena ragazzi di favela per l'associazione Rugby para Todos.

## Palmarès
- Campionati italiani: 2
Calvisano: 2004-05, 2007-08